# 潘汝渭
潘汝渭為中國清朝武官官員，本籍广东吴川。武舉人出身的潘汝渭於1825年（道光5年）奉旨接替林廷福，於台灣擔任台灣水師協副將。而隸屬台灣鎮之下的此官職是台灣清治時期的這階段，全台灣的海防軍事層級最高武將，其統帥三標水營，數千名水師兵勇。翌年升任閩粵南澳總兵。
| 前任： 林廷福 | 台灣水師協副將 1825年上任 | 繼任： 莊芳機 |